# Edyta Geppert

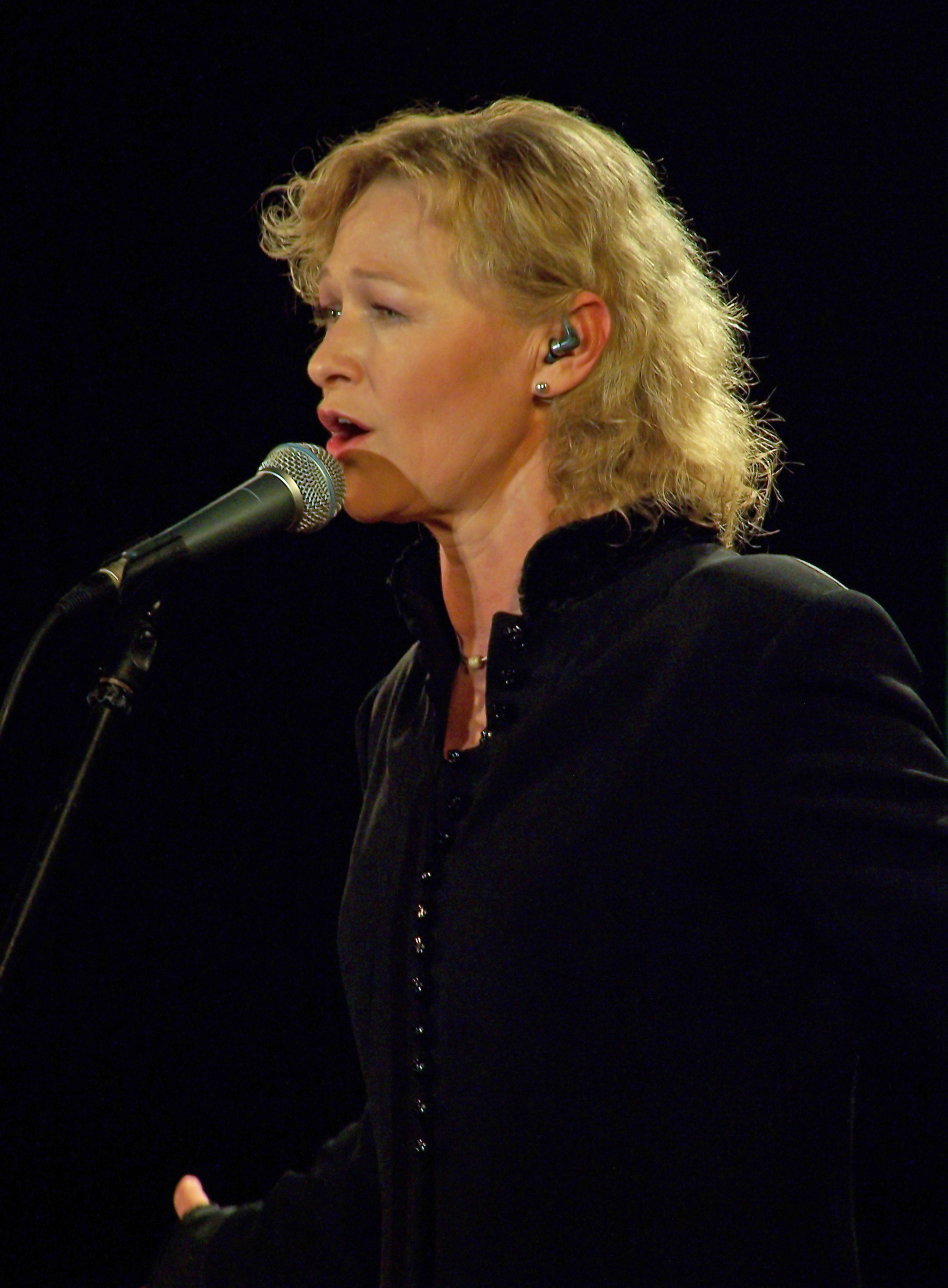
Edyta Geppert

Edyta Geppert (sinh ngày 27 tháng 11 năm 1953 tại Nowa Ruda) là một ca sĩ người Ba Lan.

## Giải thưởng
Geppert là ca sĩ Ba Lan duy nhất nhận được bốn giải Grand Prix tại Liên hoan Quốc gia về Bài hát Ba Lan tại Opole, cụ thể:
1984 – Giải Grand Prix cho bài hát Jaka róża, taki cierń
1986 – Giải Grand Prix cho bài hát Och, życie, kocham cię nad życie
1995 – Giải Grand Prix cho bài hát Idź swoją drogą
2014 – Giải Grand Prix cho sự cống hiến suốt đời